# ケンソル
ケンソル（羅: cēnsor、監察官、古くは弾正とも）は、古代ローマの高位政務官職のひとつ。日本語では「センソール」と表記されることもある。

## 職務
「ケンスス」と呼ぶ調査（Cēnsus、センサス、国勢調査）の実施とローマの風俗の引き締めを任務とした。他の政務官職が毎年選出されるのに対し、ケンソルは原則5年に1度、1年半の任期で選出される。定員は2名。
ローマ市民のケンススを実施し、年齢や家族構成、資産状況を調査し、所属トリブス（選挙区）と所属クラシス（資産に応じたケントゥリア民会における階級）を決定する。市民の風紀を正し、エクィテス（騎士）の名簿を改訂し、不品行等を理由として元老院議員やエクィテスを除名できた。また、国庫の管理を行い、道路や水道といった大規模なインフラ整備を行う。遅くとも第二次ポエニ戦争のころから元老院第一人者の任命も行うようなっていった。そしてケンススが完了すると、ルーストルムと呼ばれる清めの儀式を行う。
このような権限からローマの政務官の中でも高い地位を与えられており、最高位であるコンスル（執政官）より下位の政務官職ながらもケンソルには通常コンスル経験者が就任した。

## ケンソルの譴責
ケンソルの綱紀粛正の手段としてしばしば歴史上に見られるのは、ケンソルの譴責（ノタ・ケンソリア）と呼ばれる処分で、元老院議員に対してはその名簿作成の際に除名（senatu movere）することが出来、またエクィテスに対しては公有馬を没収することが出来た。この議員の検討（lectio、レクティオ）はケンスス前に完了し、元老院名簿（album senatorum）が作成された。この元老院からの除名に対しては、抗弁出来たという記録がなく、モムゼンは、新任された議員たちの便宜のためにも、この検討は早く終わらせる必要があったと考えている。
このノタ・ケンソリアに対する制限は紀元前58年の護民官プブリウス・クロディウス・プルケルの立法（Lex Clodia de censoria notione）で初めてなされた。それまでケンソルの一人が必要とみなすだけで譴責が行われていたが、譴責対象者は弁明を行うことが認められ、人々の見守る査問会（iudicia）において必要であるとケンソルの双方が認めた場合のみ行われるように変更された。しかしこれによってレクティオが煩雑になり、ケンススに支障を来すようになってしまった。この法は紀元前52年のクロディウスの死後に執政官クィントゥス・カエキリウス・メテッルス・ピウス・スキピオ・ナシカが廃止し、レクティオの手順は元に戻された。
また、その他にトリブスから移す（tribu movere）、アエラリウスに落とすといった処分もあり、これらは元来セットとして考えられてきたが、別々の処分であるとの見方もある。トリブスとはローマの選挙区のようなものであるが、地方にある農村トリブスと、ローマ市内の都市トリブスとに分けて考えられ、都市トリブスは農村トリブスに比べ解放奴隷や非嫡出子が多く登録されていたため、劣ったものと考えられていた。そのため、トリブスを移すとは、不名誉な都市トリブスへの移籍と考えられている。また、アエラリウス（アエラリィ）とは、兵役などといった義務を剥奪され、戦時特別税（トリブトゥム）のみを支払う不名誉な階級と考えられており、この地位に落とされることはやはり屈辱的なものであった。このような処分を受けたものは、カエレ人の表にその名を刻まれた。
ただ、ケンソルの譴責を受けてもそれは永久のものではなく、次のケンソルによって元の地位に戻されるようで、さらに譴責を受けた後にケンソルに就任したものもいる。

## 歴史

### 王政期
ケンススを最初に行ったのは、王政ローマのセルウィウス・トゥッリウス王とされる。恐らく紀元前550年前後、彼は市民の資産状況に応じて6つのクラシス (階級) とケントゥリア (百人隊) を定めたという。そしてケンススが完了すると、全市民にケントゥリアごとにカンプス・マルティウスに集まるよう命じ、雄豚、雄羊、雄牛の三頭を生贄として神に捧げ、集まった全軍に対して清めの儀式 (ルーストルム)を行ったという。

### 共和政期

#### 起源
ティトゥス・リウィウスによると、ケンソルが初めて選出されたのは、紀元前443年の事とされる。長年ケンススが行われておらず、コンスルは対外戦争に忙しかったため、元老院でケンススを専門に行う新職の設立が提案された。丁度この前年、紀元前444年にプレブス (平民)の突き上げによって執政武官職が新設された所でもあり、パトリキ (貴族)しか就任できないこの官職の新設は歓迎されたという。ケンススを行うためにケンソルと命名され、前年の補充執政官二人が、その任期を補充する意味で就任した。
しかし、モムゼンら研究者はこの次の代のケンソルを初代と見做しており、またそもそも前443年にケンソルの新設を定めた法があったかどうかも確認出来ない。
紀元前435年には次のケンソルが選出され、その任期は5年であったが、このようにかなり強力な権限を持っていたため、紀元前434年、独裁官マメルクス・アエミリウス・マメルキヌスが自身の辞職と引き換えにケンソルの任期を1年半に短縮する法案を可決させたとされる。
紀元前4世紀中盤までのケンススは不定期に行われており、またリウィウス等の記録には執政武官とケンソルが混同して書かれている事もあり、紀元前367年のリキニウス・セクスティウス法で執政武官制度が終わり、コンスルで固定された事を契機に、ケンソル職もまたはっきりと分離されたとする説もあるという。
後にアッピア街道敷設で有名なアッピウス・クラウディウス・カエクスはこのアエミリウスの法を無視して辞任せず、強引に一人だけ5年間ケンソルの座に居座り続けたという。

#### 補充禁止の原則
紀元前393年に就任したケンソルの一人ユリウス・ユッルスが任期中に死去したため、初めて補充ケンソルが選出された。しかしこの代のルーストルム期間中 (5年間) の紀元前390年にブレンヌス率いるガリア人にローマを占領されたため、これを不吉な前例としてその後補充が行われることはなくなり、また一人が死去した場合にはその同僚も辞任する事が慣習となっていった。

#### プレブスへの解放
紀元前351年のケンソルを決める選挙には、プレブス初の独裁官となったマルキウス・ルティルスが立候補し、初のプレブス出身ケンソルとなった。
紀元前339年には独裁官クィントゥス・プブリリウス・ピロが定めたプブリリウス法の条項の一つで、ケンソルのうち一名はプレブスから選出されるべし、と定められた。紀元前300年のオグルニウス法によって神官職がプレブスに開かれた後の紀元前280年には、プレブス出身のドミティウス・カルウィヌスが初めてルーストルムの儀式を執り行なった。しかしながら、初めてケンソルの両名共がプレブスから選出されるのは、紀元前131年の事である。

#### 再選の禁止
紀元前294年に続き紀元前265年にはマルキウス・ルティルスが二度目のケンソルに選出されたが、彼はケンソルの再選を禁止する法を制定したという。

### 帝政期
帝政期に入ると、ケンススの実施や風俗の監視といった任務は元首の仕事となった。

## 逸話
幕末期、外国との会談・交渉の際に、目付を同席させたが、その際に目付の職務を説明した所、「目付とはスパイのことだ。日本（徳川幕府）はスパイを同席させているのか。」という嫌疑を受けた。嫌疑を晴らすため、幕府は諸外国の職務で目付に相当するものを探し、ローマ時代の官職である、このケンソルを見つけた。万延元年遣米使節で小栗忠順が目付として赴いた際には「目付とはCensorである」と主張して切り抜けたという。

## 古代ローマの人口統計
以下文献に残る古代ローマのケンススによる市民人口を表にまとめる。これらはローマ市民権を有する17歳以上の成人男性の人口とされており、出生率を超える人口増加は、ローマ市からイタリア、そしてイタリア外へのローマ市民権の拡大に対応すると解されている。
| 西暦                   | 人口      | 出典                                                                                       |
| ---------------------- | --------- | ------------------------------------------------------------------------------------------ |
| ca. 578–535/34 B.C.    | 84,700    | Dion. Hal. iv. 22 (ハリカルナッソスのディオニュシオス 『ローマ古代誌』)                    |
| ca. 578–535/34 B.C.    | 80,000    | Liv. i.44 (リウィウス 『ローマ建国史』)                                                    |
| ca. 578–535/34 B.C.    | 83,000    | Eutr. i.7 (エウトロピウス 『ローマ史概略』)                                                |
| 508 B.C.               | 130,000   | Dion. Hal. v.20; Plut. poplicola 12 (プルタルコス 『プブリコラ伝』)                        |
| 503 B.C.               | 120,000   | Hieron. Choron. sub Ol.69.1 (ヒエロニムス 『年代記』)                                      |
| 498 B.C.               | 150,700   | Dion. Hal. v.75                                                                            |
| 493 B.C.               | 110,000   | Dion. Hal. vi.96                                                                           |
| 474 B.C.               | 103,000   | Dion. Hal. ix.36                                                                           |
| 465 B.C.               | 104,714   | Liv. iii.3                                                                                 |
| 459 B.C.               | 117,319   | Liv. iii.24; Eutr. i.16                                                                    |
| 393/92 B.C.            | 152,573   | Plin. H.N. xxxiii.1.16 (大プリニウス 『博物誌』)                                           |
| 340/39 B.C.            | 165,000   | Euseb. Chron. Arm. sub Ol.110.1 (エウセビオス 『年代記』(アルメニア語訳))                  |
| 340/39 B.C.            | 160,000   | Hieron. Chron. sub Ol.110.1                                                                |
| ca. 334/33–324/23 B.C. | 250,000   | Liv. ix.19                                                                                 |
| ca. 334/33–324/23 B.C. | 130,000   | Plut. de Rom. fort. 13 (プルタルコス 『ローマ人の幸運について』); mor. 326c (『モラリア』) |
| ca. 334/33–324/23 B.C. | 150,000   | Oros. v.22.2–3 (オロシウス 『対異教徒正史』)                                               |
| 294/93 B.C.            | 262,321   | Liv. x.47 (Madvig)                                                                         |
| 294/93 B.C.            | 272,320   | Liv. Epit.X                                                                                |
| 294/93 B.C.            | 270,000   | Euseb. Chron. Arm. sub Ol.121.3                                                            |
| 294/93 B.C.            | 220,000   | Hieron. Chron. sub Ol.121.4                                                                |
| 294/93 B.C.            | 260,000   | Syncellus 525.5 (シュンケロス 『年代誌選集』)                                              |
| ca. 290/89–288/87 B.C. | 272,000   | Liv. Epit.xi                                                                               |
| 280/79 B.C.            | 287,222   | Liv. Epit.xiii                                                                             |
| 276/75 B.C.            | 271,224   | Liv. Epit.xiv                                                                              |
| 276/75 B.C.            | 271,234   | Liv. Epit.xiv                                                                              |
| 265/64 B.C.            | 382,234   | Liv. Epit.xvi                                                                              |
| 265/64 B.C.            | 292,334   | Eutr. ii.18                                                                                |
| 252/51 B.C.            | 297,797   | Liv. Epit.xviii                                                                            |
| 247/46 B.C.            | 241,212   | Liv. Epit.xix                                                                              |
| 241/40 B.C.            | 260,000   | Euseb. Chron. Arm. sub Ol.134.3                                                            |
| 241/40 B.C.            | 250,000   | Hieron. Chron. sub Ol.134.1                                                                |
| 234/33 B.C.            | 270,712   | Liv. Epit.xx                                                                               |
| 230/29 or 225/24 B.C.  | 273,000   | Pol. ii.24.16 (ポリュビオス 『歴史』)                                                      |
| 209/08 B.C.            | 137,108   | Liv. xxvii.36                                                                              |
| 204/03 B.C.            | 214,000   | Liv. xxix.37                                                                               |
| 194/93 B.C.            | 143,704   | Liv. xxxv.9                                                                                |
| 189/88 B.C.            | 258,318   | Liv. xxxviii.36                                                                            |
| 189/88 B.C.            | 258,310   | Liv. Epit.xxxviii                                                                          |
| 179/78 B.C.            | 258,294   | Liv. Epit.xli                                                                              |
| 174/73 B.C.            | 269,015   | Liv. xlii.10                                                                               |
| 174/73 B.C.            | 267,231   | Liv. Epit.xlii                                                                             |
| 169/68 B.C.            | 312,805   | Liv. Epit.xlv                                                                              |
| 164/63 B.C.            | 337,022   | Liv. Epit.xlvi                                                                             |
| 164/63 B.C.            | 337,452   | Plut. Paullus 38 (プルタルコス 『パウルス伝』)                                             |
| 159/58 B.C.            | 328,316   | Liv. Epit.xlvii                                                                            |
| 154/53 B.C.            | 324,000   | Liv. Epit.xlviii                                                                           |
| 147/46 B.C.            | 322,000   | Euseb. Chron. Arm. sub Ol.158.3; Hieron. Chron. sub Ol.158.2;                              |
| 142/41 B.C.            | 328,442   | Liv. Epit.liv                                                                              |
| 136/35 B.C.            | 317,933   | Liv. Epit.lvi                                                                              |
| 131/30 B.C.            | 318,823   | Liv. Epit.lix                                                                              |
| 125/24 B.C.            | 394,736   | Liv. Epit.lx                                                                               |
| 115/14 B.C.            | 394,336   | Liv. Epit.lxiii                                                                            |
| 86/85 B.C.             | 463,000   | Hieron. Chron. sub Ol.173.4                                                                |
| 70/69 B.C.             | 900,000   | Liv. Epit.xcviii                                                                           |
| 70/69 B.C.             | 910,000   | Phlegon sub Ol.177.3 (トラレスのプレゴン 『オリュンピア紀史』)                             |
| 28 B.C.                | 4,063,000 | Augustus Mon. Anc. ii.2 (アウグストゥス 『神君アウグストゥスの業績録』)                    |
| 8 B.C.                 | 4,233,000 | Augustus Mon. Anc. ii.5                                                                    |
| A.D. 14                | 4,937,000 | Augustus Mon. Anc. ii.8                                                                    |
| A.D. 47                | 5,984,072 | Tac. Ann xi.25 (タキトゥス 『年代記』)                                                     |
| A.D. 47                | 6,941,691 | Euseb. Chron. Arm. sub Ol.206.2                                                            |
| A.D. 47                | 6,944,000 | Hieron. Chron. sub Ol.206.1                                                                |